# Elezioni dell'Assemblea nazionale tedesca del 1919
Le elezioni dell'Assemblea nazionale tedesca si svolsero il 19 gennaio 1919 e furono le prime consultazioni politiche della Repubblica di Weimar. Ad esse seguì la prima sessione dell'Assemblea nazionale che si adoperò come assemblea costituente della neonata repubblica di Germania.
Le elezioni si svolsero col sistema elettorale proporzionale: la nazione era stata divisa in 38 distretti, ognuno dei quali esprimeva un numero di seggi in proporzione al numero di abitanti. Non era prevista alcuna soglia di sbarramento e infatti partiti dal consenso molto limitato riuscirono ad ottenere seggi al Reichstag: i partiti molto piccoli furono premiati mentre quelli grandi furono sfavoriti. Ne conseguì una Camera frastagliatissima e molto debole (caratteristiche queste che i governi di Weimar pre-nazisti non persero mai o quasi mai).
Le consultazioni furono un'incognita fino all'ultimo: si era conclusa da poche settimane la prima guerra mondiale e non era prevedibile quale sarebbe stata la reazione del popolo. L'affluenza fu dell'83% e la sinistra socialdemocratica del SPD, pur non presentandosi unita all'appuntamento, tentò di sfondare: vinse, ma senza maggioranza assoluta.
Dopo che i risultati furono noti, Friedrich Ebert venne nominato presidente.

## Risultati
| Partito | Partito                                                            | Voti (%) | Voti       | Seggi     |
| ------- | ------------------------------------------------------------------ | -------- | ---------- | --------- |
|         | Partito Socialdemocratico di Germania (SPD)                        | 37,9     | 11.509.048 | 163 / 421 |
|         | Partito di Centro Tedesco (DZP)                                    | 19,7     | 5.980.216  | 91 / 421  |
|         | Partito Democratico Tedesco (DDP)                                  | 18,6     | 5.641.825  | 75 / 421  |
|         | Partito Popolare Nazionale Tedesco (DNVP)                          | 10,3     | 3.121.479  | 44 / 421  |
|         | Partito Socialdemocratico Indipendente di Germania (USPD)          | 7,6      | 2.317.290  | 22 / 421  |
|         | Partito Popolare Tedesco (DVP)                                     | 4,4      | 1.345.638  | 19 / 421  |
|         | Unione degli agricoltori bavaresi (BB)                             | 0,9      | 275.125    | 4 / 421   |
|         | Partito Tedesco di Hannover (DHP)                                  | 0,3      | 77.226     | 1 / 421   |
|         | Schleswig-Holsteinische Bauern- und Landarbeiterdemokratie (SHBLD) | 0,2      | 57.913     | 1 / 421   |
|         | Braunschweigischer Landeswahlverband (BLWV)                        | 0,2      | 56.858     | 1 / 421   |
|         | Altri                                                              | 0,05     | 17.668     | 0 / 421   |
| Totale  | Totale                                                             | 100,00   | 30.400.262 | 421 / 421 |